# Julio Anguita

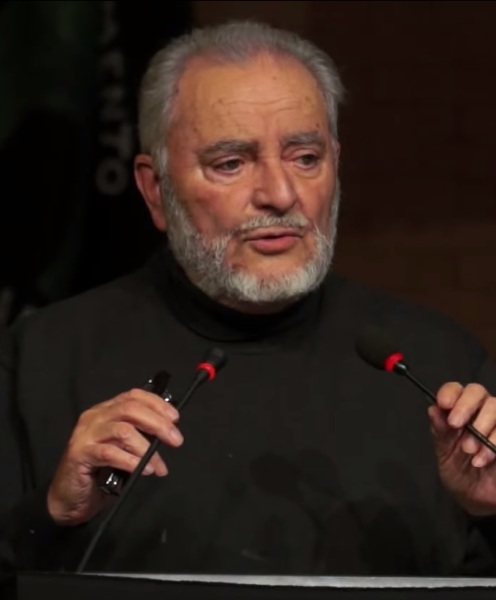
Julio Anguita González, 2014

Julio Anguita González (* 21. November 1941, in Fuengirola; † 16. Mai 2020, in Córdoba) war ein spanischer Politiker. Er war Bürgermeister von Córdoba (1979–1986), Abgeordneter im andalusischen und im spanischen Parlament, Generalsekretär der PCE und Koordinator von Izquierda Unida (IU).

## Lebenslauf
Aus Fuengirola in Málaga gebürtig, in einer Soldaten- und Polizistenfamilie aufgewachsen, entfernte er sich von der Familientradition, indem er Lehramt in Córdoba und später Geschichte an der Universität von Barcelona studierte. Seit 1962 Lehrer von Beruf trat er 1972 der damals klandestinen PCE bei, leitete ab 1975 die Partei in Córdoba und wurde 1977 Mitglied des Zentralkomitees der Partei in Andalusien.

### Bürgermeister von Córdoba
Bei den Kommunalwahlen im April 1979 präsentierte er sich als PCE-Kandidat für das Bürgermeisteramt von Córdoba und schaffte es, die meisten Stimmen zu erhalten, obwohl er weit von der absoluten Mehrheit entfernt war – die PCE gewann 8 der 27 Ratsmitglieder. Anguita beschloss mit seiner Fraktion, zusammen mit den anderen politischen Kräften (PSOE, UCD und PSA) eine Konzentrationsregierung zu bilden, für die er zum Bürgermeister gewählt wurde. Auf diese Weise wurde er zum ersten und einzigen kommunistischen Bürgermeister einer Provinzhauptstadt Spaniens.
Zu diesem Zeitpunkt war Córdoba eine vernachlässigte Stadt mit dringendem Bedarf an städtischen Investitionen, insbesondere in dem heruntergekommenen Gebiet um die Eisenbahnanlagen. Sein Amtsantritt fiel mit der spanischen Wirtschaftskrise der siebziger und achtziger Jahre und der Schließung vieler Unternehmen zusammen.
Probleme innerhalb der Konzentrationsregierung begannen sehr früh. Die Beziehungen zur PSOE wurden durch die Übernahme des damals maroden privaten Busunternehmens Aucorsa mit 200 Millionen Kosten für die kommunalen Kassen angespannt. Der anschließende Kauf einer neuen Busflotte im Wert von 300 Millionen Peseten und die Leitung des Betriebs führten zu neuen Meinungsverschiedenheiten zwischen Sozialisten und Kommunisten. 1980 blockierten sowohl die PSOE als auch die UCD mehrere Wirtschaftsinitiativen, wie die Gründung eines lokalen öffentlichen Radiosenders, die Verwaltung der städtischen Wasserversorgung oder die Überarbeitung des städtischen Bebauungsplans. Ein neuer Konflikt – der städtische Kauf eines Grundstücks, den Anguita ohne Wissen oder Zustimmung der Stadtverwaltung genehmigte – führte zum endgültigen Bruch mit der PSOE. Kurz darauf kam es auch zum Bruch mit der UCD aufgrund der Auseinandersetzung, die Anguita mit dem Bischof von Córdoba wegen der Übergabe des alten Klosters Santa Clara an eine muslimische Gruppe unter Führung des Saudis Ali Ketanni hatte. Dieser Transfer jedoch gelang nicht und verlief im Sande.
Der eigentliche Bruch mit der franquistischen Stadtverwaltung des Franquismus bestand in der Einführung öffentlicher Dienste für die Bevölkerung, Investitionen in ärmere, vernachlässigte Stadtteile und die erwünschte Mitbestimmung der betroffenen Bevölkerung bei kommunalen Entscheidungen.
Zur Durchsetzung dieser Projekte hatte er auch Widerstände alter, führender gesellschaftlicher Kräfte Córdobas aus der Zeit des Franquismus zu überwinden. Dem Bischof von Córdoba hielt er vor: „Sie sind nicht mein Bischof, aber ich bin ihr Bürgermeister.“
Zweite Amtszeit
Trotz der Wirtschaftskrise, die die Stadt durchmachte, und der Probleme, die sich der Stadtverwaltung stellten, stieg seine Popularität wegen seiner Verdienste um die Entwicklung der Stadt an. Bei den Kommunalwahlen 1983 wurde er daher wieder zum Bürgermeister gewählt, diesmal jedoch mit absoluter Mehrheit (17 Ratsmitglieder). Nach diesem überwältigenden Triumph wurde er als „Roter Kalif“ bekannt.
Die neue absolute Mehrheit der PCE führte zur Bildung einer Tandemregierung zwischen Anguita und seinem stellvertretenden Bürgermeister Herminio Trigo. Bemerkenswert ist, dass etwa zu dieser Zeit der Antrag an die UNESCO gestellt wurde, die Moschee-Kathedrale von Córdoba zum Kulturerbe der Menschheit zu erklären, was schließlich 1984 erreicht wurde.
Nach 1983, nach dem überwältigenden Sieg der Sozialisten bei den spanischen Parlamentswahlen, zeigte Anguita eine konfrontative Haltung gegenüber der Zentralregierung und anderen von Sozialisten regierten Institutionen.
Der Bau eines neuen Bahnhofs war ein Streitthema dieser Zeit. Anguita hatte zahlreiche Auseinandersetzungen mit Renfe und dem Entwicklungsministerium angesichts der Forderung von Anguita, dass das vom alten Bahnhof freigegebene Land Eigentum der Stadt werden sollte und dass ausschließlich der Staat die Bauarbeiten des neuen Bahnhofs finanzieren sollte. Der Streit über die Finanzierung führte dazu, dass sich der Bau des neuen Bahnhofs fast ein Jahrzehnt verzögerte.
1985 richtete er einen Brief an den damaligen Ministerpräsidenten Felipe González, in dem er sich gegen dessen Forderung aussprach, den Bau des Bahnhofs, finanziert von der Stadt, als Lösung für das Problem der Arbeitslosigkeit zu sehen. Er verteidigte die kommunale Autonomie und die Achtung des damals geltenden Bodenrechts, um ein nachhaltiges Stadtmodell zu fördern.
Darüber hinaus fuhr Anguita fort, Baugenehmigungen und den Generalplan für Stadtplanung einzufrieren, eine Entscheidung, die in vielen Sektoren von Córdoba auf weit verbreitete Ablehnung stieß, selbst gegen den direkten Widerstand seines stellvertretenden Bürgermeisters. Anfang 1986 trat er von seinem Amt zurück, weil er Kandidat der Vereinigten Linken für die Präsidentschaft der andalusischen Regierung wurde.

### Generalsekretär der PCE und Koordinator de IU

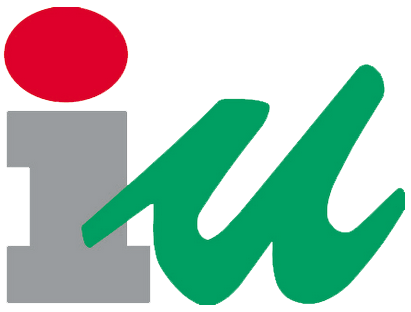
Logo von Izquierda Unida

Die krachende Niederlage der PCE bei den Wahlen von 1982 führte zu einem ernsthaften Prozess der internen Reorganisation. 1986 legte die PCE zusammen mit anderen politischen Minderheitenkräften den Grundstein für die Gründung der Vereinigten Linken (IU). Bei den Regionalwahlen in Andalusien 1986 erhielt IU 18 % der Stimmen und 19 Sitze, ein Zeichen für den Erfolg der neuen Marke.
Im Februar 1988 wurde Anguita zum Generalsekretär der PCE gewählt und im folgenden Jahr führte er die Vereinigte Linke während der spanischen Parlamentswahlen 1989 zu landesweit 9,07 %, was in Anbetracht der Benachteiligung der kleineren Wahllisten durch das spanische Wahlrecht ein großer Erfolg war. Bei den Kommunalwahlen 1991 waren es 8,38 %.
Damit veränderte sich die Reichweite seines Redens und Handelns. Jetzt beobachtete ganz Spanien den Generalkoordinator und Fraktionschef der Vereinigten Linken im Abgeordnetenhaus. Seine Arbeit zahlte sich aus und trug in den Jahren 1993 und 1996 dazu bei, die besten Wahlergebnisse der Vereinigten Linken überhaupt zu erzielen: rund 10 % der Stimmen.
Er verteidigte die politische Linie der Vereinigten Linken auf der Grundlage der „Theorie der zwei Ufer“ (aufgrund der Feststellung von Unterschieden zwischen der Volkspartei und der spanischen Sozialistischen Arbeiterpartei einerseits und der Vereinigten Linken andererseits). Ebenso prägte seine Linie der „Sorpaso“ (das Überholen), der zufolge die IU danach streben sollte, die PSOE als hegemoniale Kraft der Linken in Spanien zu überflügeln. Im Klima der Neunziger Jahre, geprägt durch die Korruptionsskandale und der Rechtsstaatsverstöße der Regierung bei der Bekämpfung von ETA, war das durchaus kein Größenwahn. Er erklärte, dass Vereinbarungen mit PSOE nur im Rahmen spezifischer programmatischer (Konzept, das in seinem bekannten Motto „Programm, Programm, Programm“ zum Ausdruck kommt) Vereinbarungen getroffen werden sollten und niemals aus dem Prinzip einer grundsätzlichen „sozialistischen“ Solidarität heraus.
Praktisch bedeutete es eine Absage an eine Zusammenarbeit mit der PSOE. Als die Regierung Gonzalez 1993 über einen Sozialpakt und ein neues Arbeitsrecht mit der Vereinigten Linken verhandelte, brach Anguita die Gespräche ab, weil nach seinem Eindruck Felipe González die Seite gewechselt und die Idee des Sozialismus „durch Werte wie Markt, Sozialprodukt und Konkurrenz“ getauscht hätte. Dem in Europa und der Welt aufkeimenden Neoliberalismus trat er mit aller Härte entgegen.
Im September 1997 kündigte Anguita auf dem Fest der PCE an, dass sie ein republikanisches und föderales Spanien verteidigen würden, und auf dem Fest im folgenden Jahr verteidigte er das Selbstbestimmungsrecht der Völker und stellte klar, dass seine Partei während der Transition (Übergang zur Demokratie) nur übergangsweise die Monarchie akzeptiert hatte, um einen Konsens zu erzielen, solange die Verfassung erarbeitet wurde.
Aus gesundheitlichen Gründen legte er das Generalsekretariat am 5. Dezember 1998 während des XV. Kongresses der PCE nieder und forderte die Mitglieder der Partei auf, die Prinzipien des Antikapitalismus und des Kampfes für eine egalitäre Gesellschaft zu verteidigen. Er sah die PSOE und die PP als zwei Seiten einer neoliberalen Medaille.
Ebenso übernahm er Ende 1999 die Spitzenkandidatur für die Wahlen 2000 nicht. Francisco Frutos folgte ihm. In der VI. Versammlung der Vereinigten Linken wurde er im Oktober 2000 in der Position des Generalkoordinators durch Gaspar Llamazares ersetzt.
Julio Anguita war es nicht gelungen, die großen Erfolgen in Córdoba im nationalen Maßstab zu wiederholen. Die PSOE war weiterhin die hegemoniale Partei links der Mitte.
Er kehrte danach in seinen Beruf als Lehrer zurück und unterrichtete in Córdoba am Gymnasium Blas Infante. Er war einer der wenigen Politiker, der nach mehr als acht Jahren als Abgeordneter auf seine Pension als ehemaliger Abgeordneter verzichtete und mit der eines Lehrers zufrieden war.

### Neugründung der Linken
Die letzten Jahrzehnte seines Lebens dachte er besonders über die „Organisationsform“ der Linken jenseits der PSOE nach. Die Krise der Izquierda Unida sich immer deutlicher abzeichnete, obgleich die sozialen, gesellschaftlichen und wirtschaftlichen Probleme angesichts des Krisenjahres 2008 immer größer wurden.
Am 1. Juni 2005 legte er auf dem XVII. Kongress der PCE ein Dokument vor, in dem er zur Neugründung der Partei aufrief und über die internationale kommunistische Bewegung nachdachte. Er wies auf die negativen Auswirkungen hin, die der Zusammenbruch der Sowjetunion und die fehlende kritische Analyse und Unterwerfung der Gewerkschaften und der Linken unter die etablierte kapitalistische Ordnung mit sich brachten. Am 22. April 2008 schickte er dem Bundesausschuss der PCE ein Dokument, in dem er die Notwendigkeit einer „Neugründung“ der IU verteidigte. In seinem Brief führte er das Wahldebakel auf das „Fehlen einer klaren Linie“ und das Fehlen eines kohärenten Programms zurück. Er verteidigte die radikale Demokratie, den Kampf für die Dritte Republik und den Föderalismus, sowohl für das Organisationsmodell der Koalition als auch für die verteidigte Staatsform.

## Familie
Er war zunächst mit Antonia Parrado Rojas verheiratet, mit der er zwei Kinder hatte. 2007 heiratete er María Agustina Martín Caño, die er am Blas Infante Institut in Córdoba kennengelernt hatte.

### „Verflucht seien die Kriege und die Schurken, die sie unterstützen! (¡Malditas sean las guerras y las canallas que las apoyan!)“

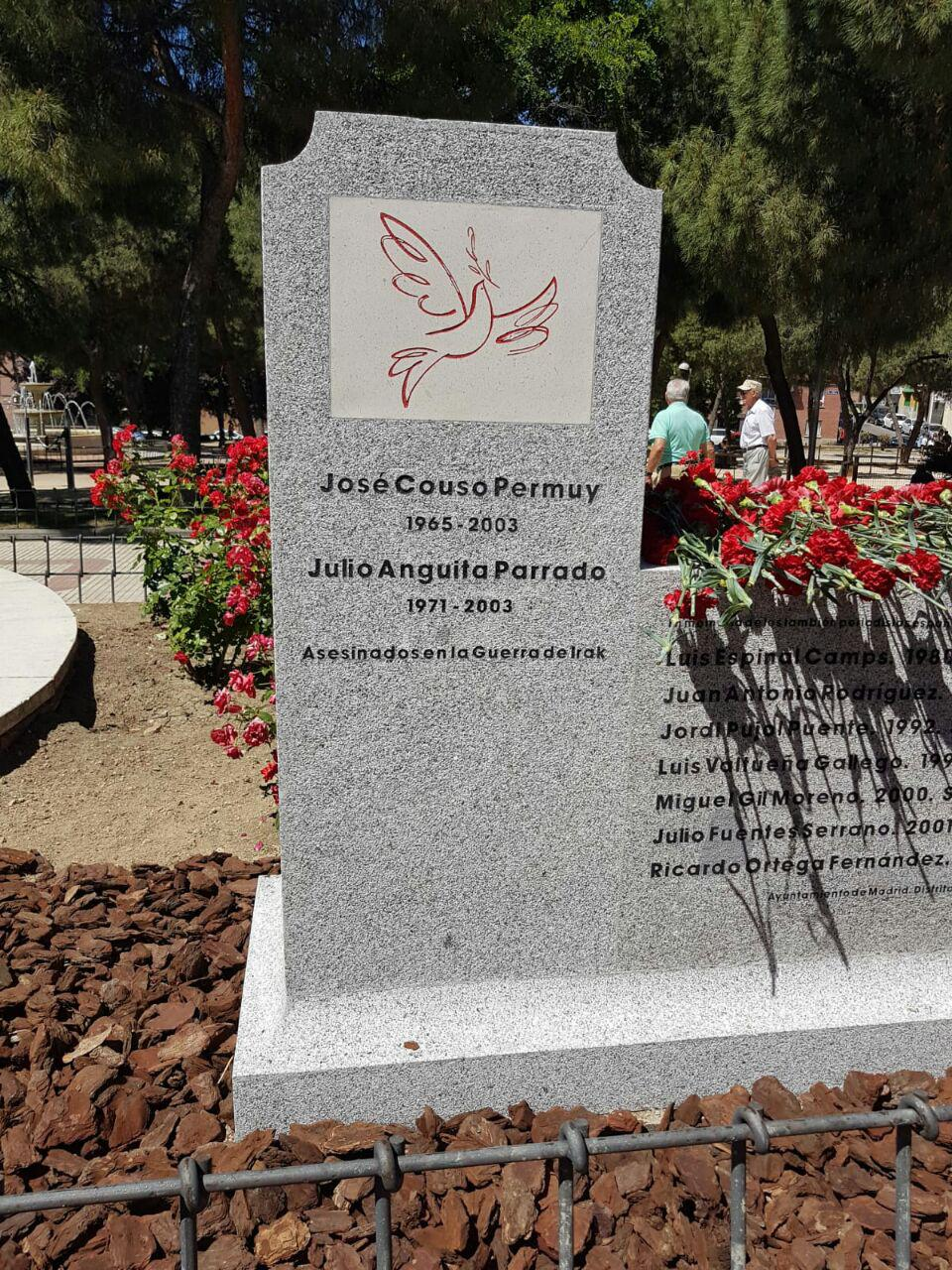
Gedenkstein für die im Irak-Krieg getöteten Journalisten Couso und Anguita

Sein Sohn, Julio Anguita Parrado, studierte Journalismus und belegte einen vom Pentagon organisierten Kurs für Kriegsberichterstatter in Quantico (Virginia). Er ging als Kriegsberichterstatter in den Irak, wohin er am 21. März 2003 zusammen mit der 3. Infanteriedivision der US-Armee verlegt wurde. Am 7. April wurde er in Bagdad von einer Rakete getroffen, die seinen Tod verursachte. Nach seiner Repatriierung wurde er am 16. April 2003 in seiner Heimatstadt beigesetzt.
Julio Anguita erhielt die Nachricht vom Tod seines Sohnes, als er an einer Veranstaltung teilnehmen wollte, die von der Republikanischen Bürgergruppe im Theater Federico García Lorca in Getafe (Madrid) organisiert wurde. Er bezog Stellung und erklärte sichtlich bewegt: „Mein ältester Sohn, 32, ist gerade gestorben, während er seine Pflicht als Kriegsberichterstatter erfüllte. Vor 20 Tagen war er bei mir und sagte mir, er wolle an die Front. Wer seine Artikel gelesen hat, weiß, dass er ein sehr offener Mensch und ein guter Journalist war. Er hat seine Pflicht erfüllt, und deshalb werde ich sprechen, um meine zu erfüllen...Es war eine irakische Rakete, aber das ist egal. Das Einzige, was ich sagen kann, ist, dass ich ein anderes Mal kommen und weiterkämpfen werde für die Dritte Republik. Verflucht seien die Kriege und die Schurken, die sie unterstützen.“
Der Satz „Verdammt die Kriege und die Schurken, die sie unterstützen!“ ist in Spanien ein Antikriegsausdruck geblieben.

## Letzte Jahre und Tod

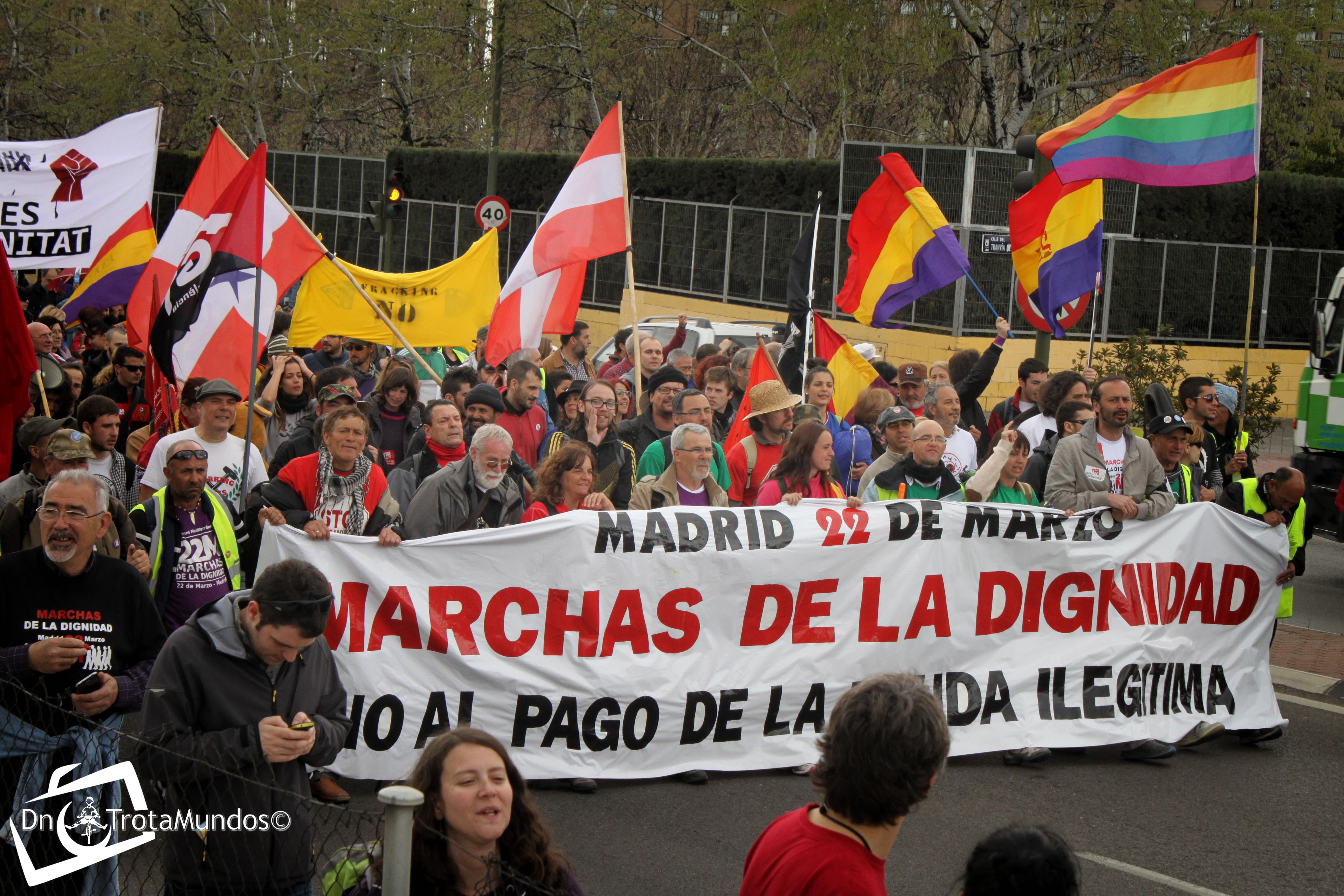
Märsche der Würde. 22. März 2014, Madrid. Gegen die neoliberale Austeritätspolitik

Aufgrund einer Herzerkrankung von der aktiven Politik befreit, beteiligte sich Julio Anguita weiterhin an verschiedenen Aktionen und Projekten, um die Ziele einer modernen Linken zu erreichen. Ein Thema seines Nachdenken blieb die Frage einer angemessenen modernen Organisationsform der heutigen Linken. Dazu experimentierte er mit dem Kollektivs Prometheus (Colectivo Prometeo) und der Bürgerfront-Wir sind die Mehrheit (Frente Cívico Somos Mayoría), deren Gründer er 2012 war. Mit der Frente Civico-Somos Mayoría organisierte er 2014 als Protest gegen die Austeritätspolitik der spanischen Regierung unter Mariano Rajoy die Marchas de la Dignidad (Märsche der Würde), die auf der praktischen Umsetzung der UNO-Menschenrechtskonvention von 1948 bestanden. Sein Wunsch, die Märsche durch Schweigen wie auf der Protestdemonstration gegen die Ermordung der Arbeiteranwälte von Atocha zu einem besonderen Ereignis zu machen, fand keine ausreichende Zustimmung. Die konservative politische Führung von Madrid heizte mit Hilfe der Madrider Medienlandschaft die Stimmung schon vorher so an, dass einige Teilnehmer gegen die erklärte Absicht der Organisatoren auch durch das provokante Verhalten der Polizei die Lösung in gewalttätigen Auseinandersetzungen suchten.
Auch wenn es zeitweise gelungen war, auf die grundlegenden gesellschaftlichen Probleme hinzuweisen, so wurde schon Tage danach durch eine skandalorientierte Berichterstattung das Ereignis überdeckt durch die im Fernsehen ständig wiederholten Bilder von vereinzelten gewalttätigen Auseinandersetzungen, die jetzt für das ganze Ereignis standen.
2018 löste sich die „Frente“ auf. Mittlerweile hatte er u. a. in vielen Gesprächen Podemos-Gründer wie Pablo Iglesias Turrión und Juan Carlos Monedero beraten.
Er starb am 16. Mai 2020 im Alter von 78 Jahren im Krankenhaus Reina Sofía in Córdoba. Seine sterblichen Überreste wurden auf dem Friedhof von Fuensanta in Córdoba beigesetzt.

## Auszeichnungen
Am 16. Mai 2021, ein Jahr nach seinem Tod, wurde er einstimmig zum „Ehrenbürger (wörtlich: Adoptivsohn) der Stadt Córdoba“ gewählt.

## Veröffentlichungen
- Julio Anguita: Desamortización eclesiástica en la ciudad de Córdoba (1836-1845). Albolafia, Córdoba 1984, ISBN 84-86137-07-1.
- ders., Rafael Alberti: Otra Andalucía: mano a mano. Ayuso, Sevilla 1986, ISBN 84-336-0265-9.
- Corazón Rojo: la vida después de un infarto. LA ESFERA DE LOS LIBROS, Madrid 2005, ISBN 978-84-9734-280-3.
- ders., Rafael Martínez Simancas: El tiempo y la memoria. La Esfera de los Libros, Madrid 2006, ISBN 978-84-9734-516-3.
- ders.: Combates de este tiempo. Utopia, Madrid 2011[27], ISBN 978-84-122516-7-8.
- ders. et alii: Utopías. El Páramo, 2012, ISBN 978-84-929044-0-2.
- ders., Carmen Reina: Conversaciones sobre la III República. Utopia Libros, Madrid 2013[28], ISBN 978-84-949346-5-0.
- ders., Juan Carlos Monedero: A la izquierda de lo posible: conversación entre Julio Anguita y Juan Carlos Monedero. Madrid 2013, ISBN 978-84-9888-528-6.
- ders., Julio Flor: Contra la ceguera. La Esfera de los Libros, Madrid 2013, ISBN 978-84-9970-932-1.
- ders.: ¡Rebelión! Unión Europea, España federal y Tercera República. Alfaquerque Ediciones, Madrid 2014, ISBN 978-84-938858-5-4.
- ders., Julian Andrade Blanco: Atraco a la memoria. Un recorrido histórico por la vida política de Julio Anguita. AKAL, Madrid 2015, ISBN 978-84-460-4243-3.
- ders., Clio y yo, in: Alberto Carrillo-Linares (Hrsg.): La Historia aprendida y enseñada. Reflexiones polifónicas. Sevilla 2016, ISBN 978-84-472-1824-0, S. 93–108.
- ders., Marx, el incómodo. In: Luis Miguel Sánchez Seseña, M. Sánchez Seseña, César Sánchez Seseña (Hrsg.): Dígaselo con Marx. Ediciones GPS, Madrid 2018, ISBN 978-84-9721-587-9, S. 28–30.
- ders.: Vivo como hablo. Utopia Libros, Córdoba 2020, ISBN 978-84-123497-0-2.